# Спиро Денков
Спиро Денков е български общественик, участник в акцията по спасяването на българските евреи.

## Биография
Роден е през 1919 г. Живее в квартал Ючбунар в София по време на Втората световна война. Защитава и помага на еврейски семействата в нужда. Посещава често своят приятел Мико Офер, след като е арестуван и изпратен в концентрационния лагер Сомовит през май 1943 г. Носи му храна и писма от неговото семейство и приятели.
Денков превежда изгонените от София евреи през границата с Румъния, където продължават към израелските земи. След войната отново рискува живота си, за да заведе своите приятели до Палестина. След това свое действие е арестуван и е изпратен в затвор за 7 месеца.
На 5 януари 1971 г. израелската комисия към Държавния институт „Яд Вашем“ го провъзгласява за „Праведник на света“. През 1979 г. Денков се установява в Израел, където негови приятели искат от властите да получи гражданство. Умира през 1996 г. в Тел Авив, Израел.